# Paratraginops pilicornis
Paratraginops pilicornis är en tvåvingeart som beskrevs av Cresson 1912. Paratraginops pilicornis ingår i släktet Paratraginops och familjen tickflugor. Inga underarter finns listade i Catalogue of Life.